# Via Traiana Nova

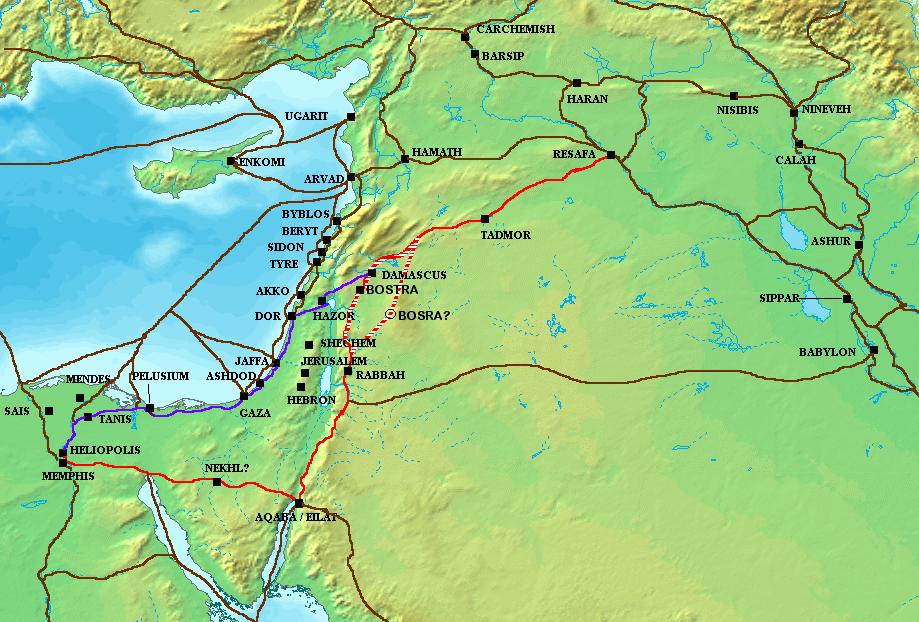
Римские дороги на Ближнем Востоке

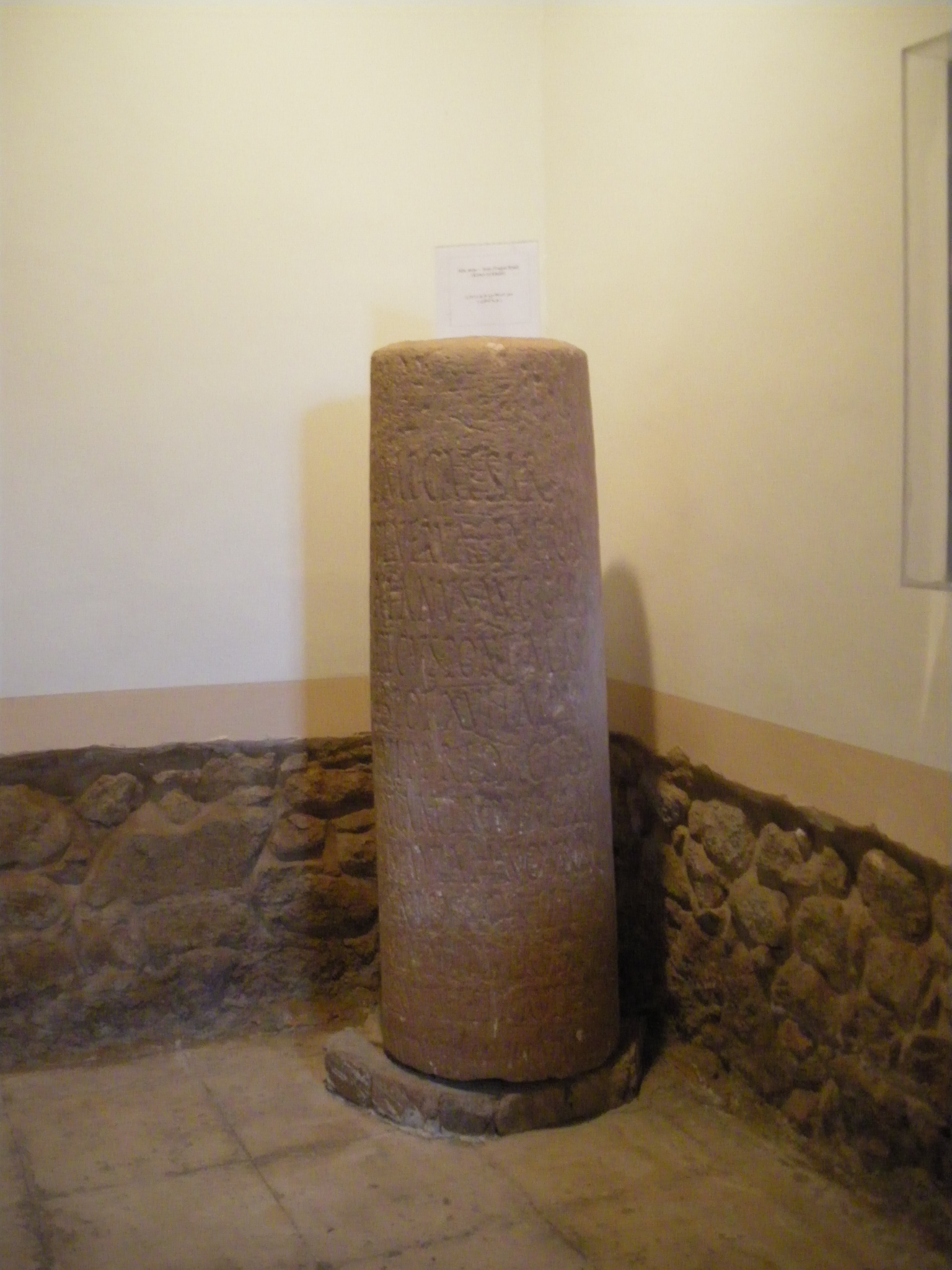
Первый мильный камень Via Nova Traiana, находящийся в Аккабском музее

Via Traiana Nova — римская дорога, отремонтированная императором Траяном.
Это дорога была древнейшим торговым путём на Востоке. Первоначально была известна как Царская дорога. Называлась «Новой», чтобы отличить от Траяновой дороги в Италии. Её иногда называют Via Nova.
После аннексии императором Траяном Набатейского царства образована провинция Аравия Петрейская. В 107 году под руководством легата Аравии Гая Клавдия Севера солдаты III Киренаикского легиона начали строительство этой дороги между Петрой и Амманом. Это часть была завершена в 111 году. В 112 году была завершена работа в южной части между Петрой и Акабой. В 114 была завершена северная часть между Амманом и Босрой, столицей новой провинции. Однако окончательное строительство было завершено при императоре Адриане. В течение следующих двух столетий дорога восстанавливалась несколько раз.
Траянова дорога после ремонта представляла собой булыжную мостовую шириной в семь метров и являлась одной из самых важных шоссейных дорог на всем Ближнем Востоке. Параллельно с этой магистралью была построена эшелонированная система наблюдения с маленькими крепостями, башнями и сигнальными станциями (Аравийский лимес). Их задача состояла в контроле над караванными путями и оазисами в пограничной зоне и в наблюдении за всей караванной торговлей.